# 栖旭桥

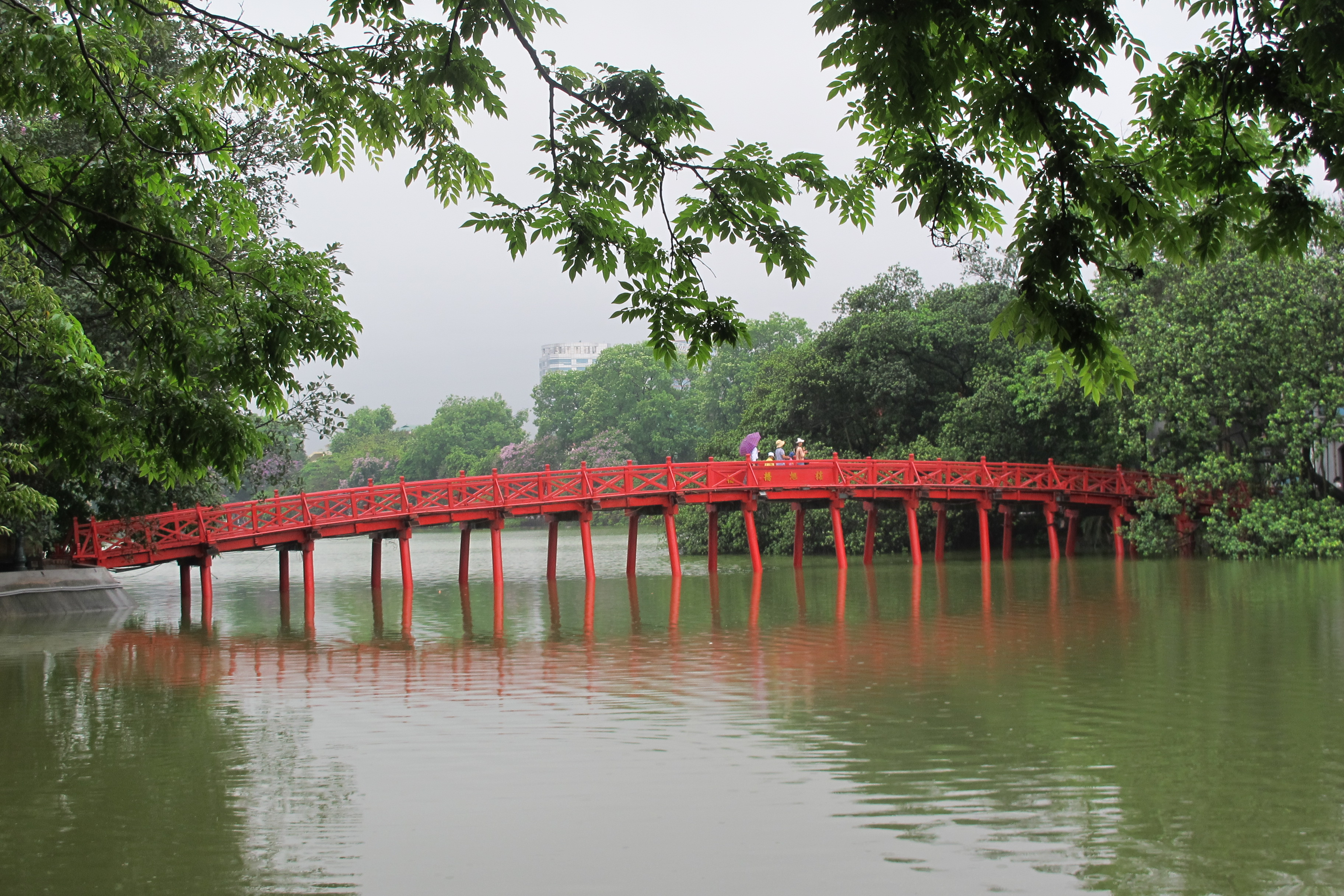
栖旭桥

栖旭桥（Cầu Thê Húc）是越南首都河内的一座红色木桥，位于市中心的还剑湖，连接湖中的小岛，岛上为玉山祠。
该桥建于1865年，共建15個橋孔和32個圓形橋腳。朝向东方太阳升起的方向，桥面如同彩虹。1897年和1952年两度重建。